# Tandel
Tandel è un comune del Lussemburgo orientale. Fa parte del cantone di Vianden, nel distretto di Diekirch. Si trova al confine con la Germania.
Nel 2001, il villaggio di Tandel, capoluogo del comune che si trova al centro del suo territorio, aveva una popolazione di 87 abitanti. Le altre località che fanno capo al comune sono Bastendorf, Bettel, Brandenbourg e Fouhren.
Il comune fu istituito il 1º gennaio 2006 dall'accorpamento dei comuni di Bastendorf (nel cantone di Diekirch) e Fouhren (nel cantone di Vianden). La legge istitutiva fu approvata il 21 dicembre 2004.